# حنوت‌تاوی (شاهدخت)
حنوت‌تاوی بی (به انگلیسی: Henuttawy B) که نامش در زبان مصر باستان به معنی «بانوی دو سرزمین» است، شاهدختی از دودمان بیست و یکم مصر است. پدرش پینجم یکم، کاهن اعظم آمون و حکمران دفاکتوی مصر سفلا و مادر دوات‌حتحور-حنوت‌تاوی دختر رامسس یازدهم بود. تصویر او به همراه پدر و دو خواهرش ماعت‌کارع موتمحت و موت‌نجمت در معبد اقصر کشیده شده است. وی خنیاگر آمون و فلوت‌تواز موت بود و به همراه سایر اعضای خانواده‌اش در مقبرهٔ ام‌ام‌ای ۶۰ در دیر البحری دفن شده است.

## ‌کتاب‌شناسی
- Aidan Dodson & Dyan Hilton: The Complete Royal Families of Ancient Egypt. Thames & Hudson, 2004, شابک ‎۰−۵۰۰−۰۵۱۲۸−۳, p. 205